# John Butler, VI conde de Ormond
John Butler, VI conde de Ormond (muerto el 14 de diciembre de 1476) fue considerado uno de los primeros caballeros de su época. Fue embajador en las cortes europeas más importantes.

## Familia
John Butler, VI conde de Ormond era el segundo hijo de James Butler, IV conde de Ormond y su primera mujer, Joan de Beauchamp (d. 3 o 5 de agosto de 1430). Tuvo un hermano mayor, James Butler, V conde de Ormond, y un hermano más joven, Thomas Butler, VII conde de Ormond, así como dos hermanas, Elizabeth Butler, casada con John Talbot, II conde de Shrewsbury, y Anne Butler (d. 4 de enero de 1435), cuyo matrimonio fue concertado con Thomas FitzGerald, VII conde de Desmond, a pesar de que el matrimonio parece que no se llegó a celebrar.

## Carrera

### Guerra de las Rosas
Seguidor de la causa de Lancaster, estuvo presente en la Batalla de Towton en 1461 donde murió su hermano mayor, al que sucedió en el condado, aunque tuvo que huir tras la derrota. Se refugió en Cumbria o Escocia, pasando desde allí a Irlanda, donde había todavía apoyo considerable para su causa en Tipperary y Kilkenny. Tras reclutar un ejército se enfrentó al gobernador proyorkista de Dublín, Thomas Fitzgerald, Conde de Desmond. Ambos chocaron en la Batalla de Piltown en 1462, que concluyó en con una decisiva victoria yorkista. El ejército de Ormond sufrió más de mil bajas.
Fue restaurado al condado por Eduardo IV tras haber sido desposeído por su participación en Towton. Se dice que Eduardo IV afirmó que "si la buena crianza y las cualidades liberales se perdieran en el mundo, podrían ser todas encontradas en el Conde de Ormond". Dominaba las lenguas europeas y fue enviado como embajador a las principales cortes.

## Matrimonio e hijos
Ellis dice que, según la tradición familiar, Ormond murió sin casarse en Tierra Santa, en peregrinación, antes del 15 de junio de 1477, posiblemente el 14 de diciembre de 1476. Con su amante Reynalda O'Brien, hija de Turlogh "el castaño" O'Brien, Rey de Thomond, tuvo tres hijos ilegítimos:
- Sir James Ormond (1462-1497).
- John Ormond (1462-5 de octubre de 1503).
- Edward Ormond, (b.1450).

Fue sucedido por su hermano, Thomas Butler, VII conde de Ormond.